# 45510 Kashuba
45510 Kashuba è un asteroide della fascia principale. Scoperto nel 2000, presenta un'orbita caratterizzata da un semiasse maggiore pari a 2,9691794 au e da un'eccentricità di 0,0701757, inclinata di 9,67201° rispetto all'eclittica.
L'asteroide è dedicato al collezionista e fotografo di John H. Kashuba.